# Jam (Michael Jackson)
Jam is een nummer van Michael Jackson, afkomstig van zijn album Dangerous uit 1991. Op de single komt ook een rap voor, gerapt door Heavy D van Heavy D & the Boyz. Het nummer was het openingsnummer van zijn Dangerous World Tour.

## Videoclip
De videoclip van Jam speelt zich voornamelijk af in een sportzaal, op een basketbalveld. Op het veld leert Michael Jackson aan de basketballegende Michael Jordan, hoe te dansen. Als tegenprestatie leert Jordan aan Jackson hoe hij basketbal speelt. In de uitgebreide versie van de clip leert Michael Jackson ook nog de moonwalk aan Michael Jordan. In de clip zijn er cameo optredens van Heavy D en Kris Kross.

## Lijst van nummers

### Engelse uitgave
1. "Jam" (7" edit) – 4:05
2. "Jam" (Roger's jeep mix) – 5:54
3. "Jam" (Atlanta techno mix) – 6:06
4. "Wanna Be Startin' Somethin'" (Brothers in rhythm house mix) – 7:40

### Amerikaanse uitgave
1. "Jam" (roger's jeep radio mix) – 3:57
2. "Jam" (Silky 7") – 4:17
3. "Jam" (Roger's club mix) – 6:20
4. "Jam" (Atlanta techno mix) – 6:06
5. "Rock with You" (Masters at work remix) – 5:29

## Hitnotering
| Jam in de Nederlandse Top 40 | Jam in de Nederlandse Top 40 | Jam in de Nederlandse Top 40 | Jam in de Nederlandse Top 40 | Jam in de Nederlandse Top 40 | Jam in de Nederlandse Top 40 | Jam in de Nederlandse Top 40 | Jam in de Nederlandse Top 40 |
| Week                         | 1                            | 2                            | 3                            | 4                            | 5                            | 6                            | 7                            |
| ---------------------------- | ---------------------------- | ---------------------------- | ---------------------------- | ---------------------------- | ---------------------------- | ---------------------------- | ---------------------------- |
| Nummer                       | 23                           | 12                           | 9                            | 11                           | 24                           | 36                           | uit                          |